# Transforming Growth Factor beta
Transforming Growth Factor β (TGFβ) bezeichnet drei Zytokine, die gemeinsam die TGFβ-Familie bilden. TGFβ werden von nahezu allen Zellen in Säugetieren in inaktivierter Form in den Extrazellularraum sezerniert und erfüllen eine große Vielfalt von Funktionen sowohl im gesunden Organismus als auch im Zusammenhang mit Krankheiten.
In Wirbeltieren gibt es drei TGFβ Formen: TGFβ1, TGFβ2 und TGFβ3 (humane Gennamen: TGFB1, TGFB2, TGFB3). Trotz der Namensähnlichkeit gibt es keine enge strukturelle oder evolutionäre Verwandtschaft mit den TGFα-Wachstumsfaktoren.
Knockout-Mäuse haben gezeigt, dass
- TGFβ1 das Immunsystem dämpft[3],
- TGFβ2 an der Entwicklung von Lunge, Herz, Knochen und Urogenitaltrakt beteiligt ist[4],
- TGFβ3 ebenfalls zur Lungenentwicklung beiträgt. TGFβ3-Signale sind außerdem wichtig um die Entstehung von Gaumenspalten zu verhindern[5][6].

Alle drei TGFβ scheinen in der Lage, Zellen verschiedenen Ursprungs in Myofibroblasten zu transformieren. Diese zeichnen sich durch erhöhte Kontraktilität und Sekretion von EZM-Proteinen aus. Dies sind einerseits Voraussetzungen für eine erfolgreiche Wundheilung, führen aber andererseits zur Narbenbildung, die im pathologischen Fall zur Fibrose und im Extremfall zum Organversagen führt.
TGFβ werden durch Zellen in einer inaktiven Form in der extrazellulären Matrix (EZM) deponiert. Erst durch Aktivierung wird das eigentliche Zytokin TGFβ frei und kann an zelluläre Oberflächenrezeptoren binden. Diese TGFβ-Rezeptoren gehören zur Familie der Serin/Threonin-Kinasen. Aktivierte TGFβ-Rezeptoren aktivieren intrazellulär Proteine der Smad-Familie, die daraufhin in den Zellkern gelangen und mit Kofaktoren die Genexpression beeinflussen. Die drei Vertreter der TGFβ-Familie haben spezifische Funktionen in der Entwicklung von Wirbeltieren und andauernde Aktivierung des TGFβ-Signalwegs wird mit verschiedenen Krankheiten in Verbindung gebracht.

## Struktur

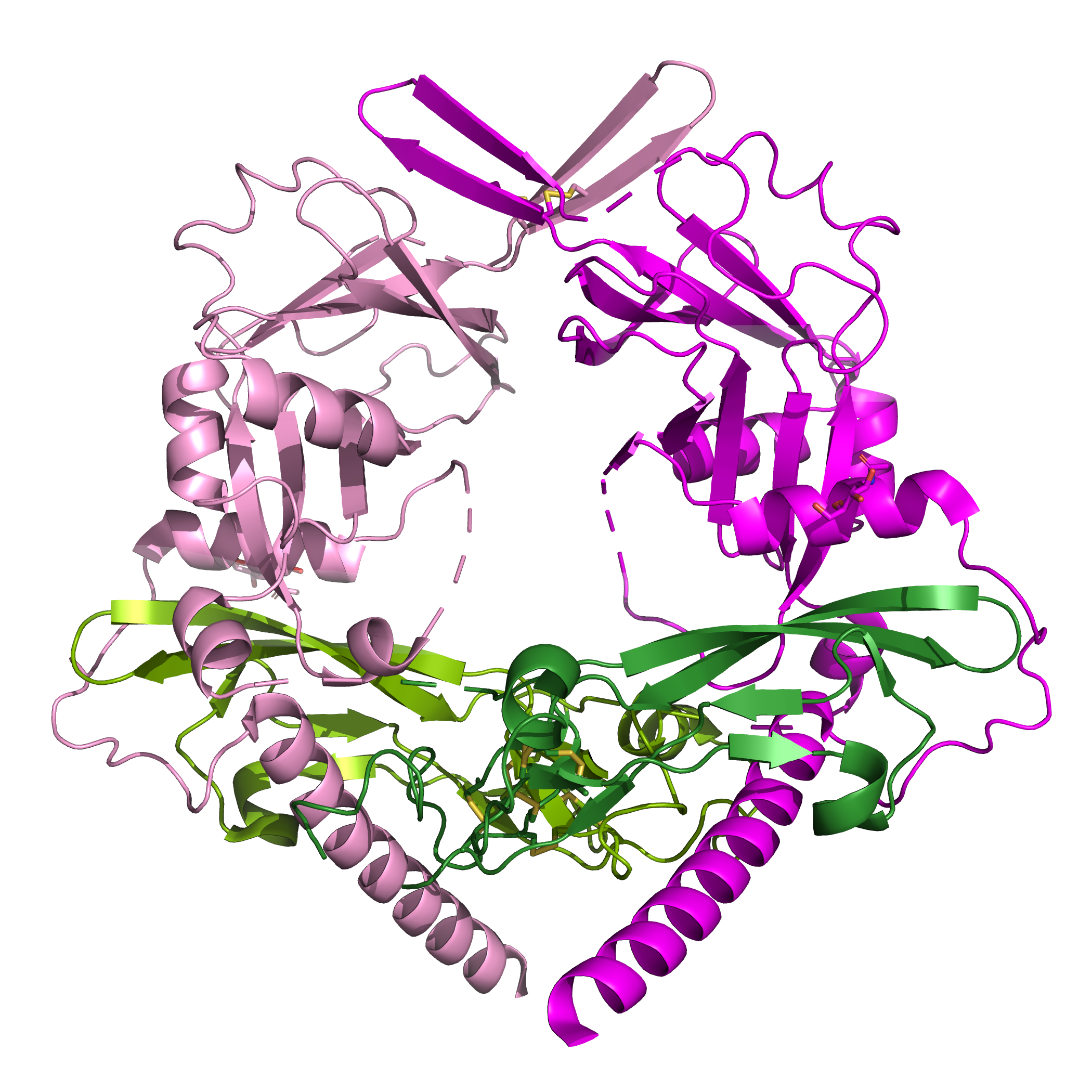
Homodimer von TGFβ1 bestehend aus dem eigentlichen Wachstumsfaktor (helles und dunkles grün) und dem umgebenden Käfig der durch LAP (helles und dunkles pink) gebildet wird. Mehrere zentrale Disulfidbrücken stabilisieren den Wachstumsfaktor. Der LAP-Käfig wird durch eine Disulfidbrücke im oberen Teil stabilisiert und durch die Disulfidbindung der unteren alpha-Helices an weitere Proteine wie LTBP oder GARP (hier nicht gezeigt). Abbildung beruht auf PDB ID 3VI4.

TGFβ1-3 sind nur drei Vertreter der gesamten TGFβ-Familie. Diese besteht aus folgenden Untergruppen:
- bone morphogenetic protein (BMP)
- growth and differentiation factors (GDF)
- activin
- TGFβ

Alle 33 Gene der Vertreter der TGFβ-Familie führen zu einem Polypeptid, das in ein Sekretionssignalpeptid, eine Prodomäne (ca. 250 Aminosäuren, etwa 30 kDa) und das eigentliche Zytokin (ca. 110 Aminosäuren, etwa 13 kDa) gespalten werden. Die Spaltung des Polypeptids in den funktionellen Prodomänen-Zytokin-Komplex findet im Golgi-Apparat statt. Anschließend wird dieser Komplex in den extrazellulären Raum sekretiert. Speziell bei TGFβ1-3 ist das Zytokin eng mit der Prodomäne verbunden und dieser Komplex hält das Zytokin in einem inaktiven Zustand, in dem TGFβ nicht an Rezeptor binden kann. Die Prodomäne von TGFβ, latency-associated peptide (LAP) genannt, und TGFβ bilden mit einem weiteren LAP/TGFβ Komplex einen Homodimer. Die beiden LAP Proteine formen dadurch eine Klammer um den TGFβ-Dimer herum. Andere Vertreter der TGFβ-Familie können auch Heterodimere formen. Ob dies auch bei TGFβ1-3 möglich ist, ob also z. B. ein TGFβ1 mit einem TGFβ2 einen Dimer formen kann, ist derzeit unklar.
Die „LAP-Klammer“ um den TGFβ1-Dimer wird durch eine Disulfidbrücke an einem Ende von LAP stabilisiert. TGFβ selbst wird im sogenannten Cystin-Knoten durch vier Disulfidbrücken intramolekular stabilisiert; eine weitere Disulfidbrücke bildet intermolekular die Verbindung zum zweiten TGFβ und formt dadurch den Homodimer. Dieser Cystin-Knoten ist nicht nur typisch für die gesamte TGFβ-Familie, sondern auch für die übergeordnete Superfamilie der Cystin-Knoten-Wachstumsfaktoren (cystein knot growth factor, CKGF superfamily). Zu dieser CKGF-Superfamilie gehört außer der TGFβ-Familie auch die Dan-Familie (BMP Antagonisten), die Glykoprotein Hormonfamilie (z. B. FSH), die Familie der Bursicon Hormone (nur in Wirbellosen zu finden), die platelet-derived growth factor-(PDGF)-Familie, und die Familie der nerve growth factors (NGFs).
Die TGFβ-Zytokine haben eine sehr stark konservierte Aminosäuresequenz. Proteinstrukturen für alle drei TGFβ Zytokine sind verfügbar und zeigen auch eine hohe strukturelle Ähnlichkeit. Für komplette LAP-TGFβ sind dagegen nur für TGFβ1-Proteinstrukturen verfügbar. Da die verschiedenen LAP Proteine wesentlich weniger gut evolutionär konserviert sind, ist zu erwarten, dass sich die verschiedenen TGFβ in diesem Bereich auch strukturell mehr unterscheiden.
Der Komplex von LAP und TGFβ kann von Zellen sekretiert werden. Häufig ist der LAP-TGFβ-Komplex aber mittels LAP an ein weiteres Protein gebunden, bevor der Komplex sekretiert wird. In den meisten Zellen ist dies eine Bindung von LAP an das Protein LTBP (latent TGFβ binding protein). In regulatorischen T-Zellen und Thrombozyten wird dagegen das Protein GARP exprimiert und der LAP-TGFβ-Komplex bindet an GARP. Ein LAP/TGFβ/LTBP-Komplex ist über LTBP an Proteine der EZM gebunden; häufig Fibronektin oder Fibrillin. Ein LAP/TGFβ/GARP-Komplex wird dagegen über GARP an der Zelloberfläche präsentiert. Beide LAP Proteine des Homodimers binden jeweils mit Disulfidbrücken an LTBP, bzw. GARP und stabilisieren damit ebenfalls den LAP/TGFβ-Homodimer.

## Aktivierung

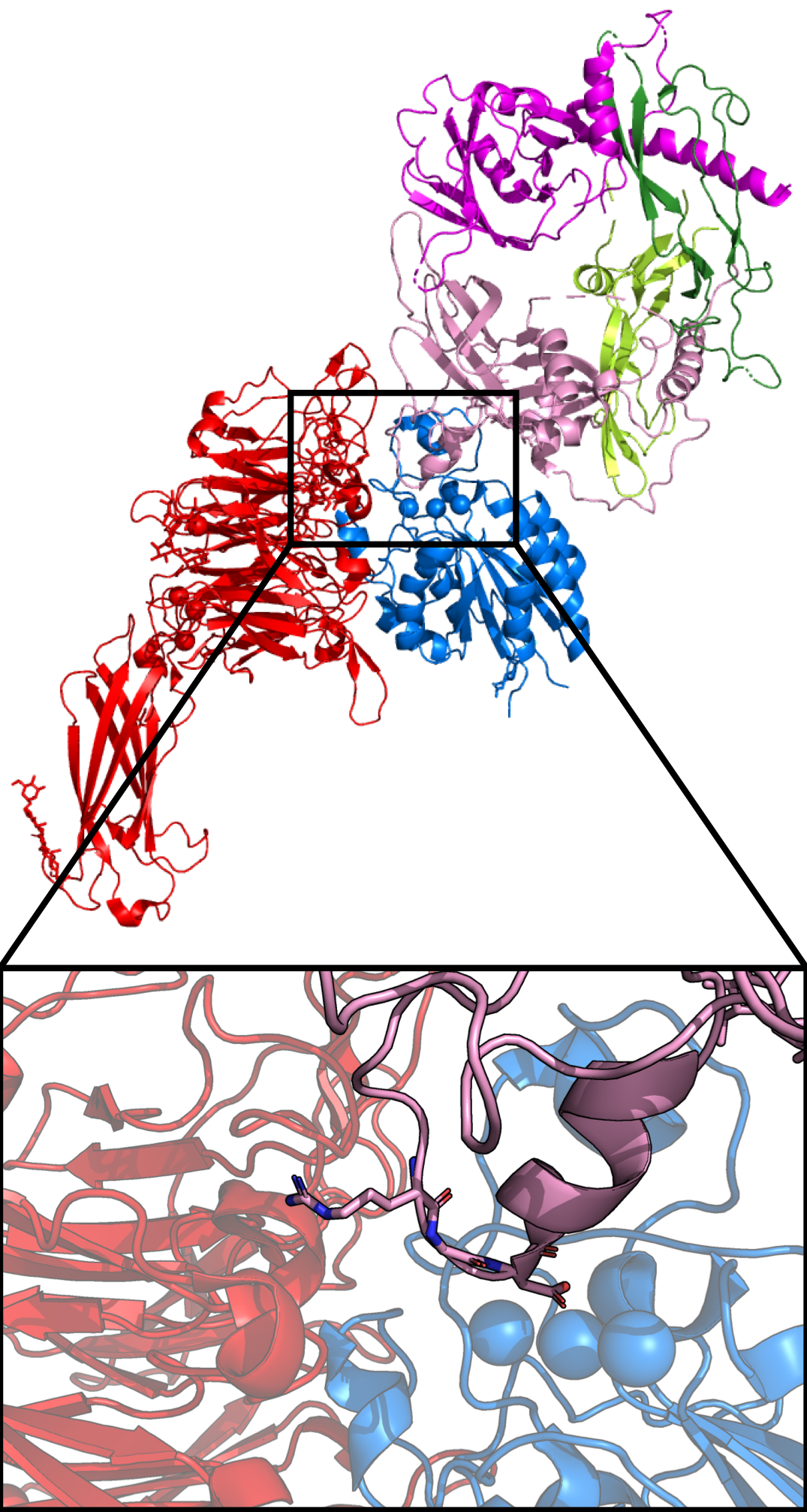
Strukturelle Ansicht der Bindung zwischen αvβ6 Integrin (αv: rot, β6: blau) und TGFβ1 (LAP: pink und magenta, TGFβ1: helles und dunkles grün). Vergrößerung zeigt die Bindung des RGD-Peptids (N Atome blau, O Atome rot) von LAP/TGFβ1 an die αv Integrin Untereinheit mittels Arginin und an die β6 Intgrin Untereinheit mittels Aspartat. Aspartat bindet direkt an das zentrale MIDAS Metal-Ion von β6 Integrin. Basierend auf PDB ID 5FFO.

Zu Beginn der Erforschung von TGFβ war unklar, dass es nur in inaktivierter Form von Zellen sekretiert wird. Die biochemischen Protokolle zur Reinigung und Konzentration von TGFβ enthielten Säuren, die in der Lage waren, TGFβ aus dem Komplex mit LAP zu lösen. Die Bedeutung der Aktivierung von TGFβ wurde daher zu Beginn nicht erkannt, da man nur mit TGFβ arbeitete, das unwissentlich bereits aktiviert wurde.
Im Laufe der Jahre wurden mehr und mehr Prozesse bekannt, die prinzipiell in der Lage sind, TGFβ zu aktivieren. Ausgehend von verschiedenen Studien mit Knockout-Mäusen scheint es derzeit, dass bestimmte Integrine für die Aktivierung von TGFβ1 und TGFβ3 am wichtigsten sind. Allerdings wurde bisher kein Integrin gefunden, das an (inaktiviertes) TGFβ2 bindet. Dies bedeutet entweder, dass TGFβ2 ausschließlich integrinunabhängig aktiviert wird, oder dass eine TGFβ2-Integrin-Bindung bisher noch nicht entdeckt wurde. Auch für TGFβ1 und TGFβ3 besteht weiterhin die Möglichkeit, dass integrinunabhängige Aktivierungsmechanismen zumindest in bestimmten Situationen dominieren.

### Integrinabhängige Aktivierung
Die herausragende Bedeutung von Integrinen für die Aktivierung von TGFβ ist seit langem etabliert. Sowohl TGFβ1 als auch TGFβ3 haben in ihrem betreffenden LAP-Protein eine RGD-Peptidsequenz. Diese Aminosäuresequenz wird grundsätzlich von 8 verschiedene Integrinen, nämlich αvβ1, αvβ3, αvβ5, αvβ6, αvβ8, α5β1, α8β1 und αIIbβ3 erkannt. Nicht alle RGD-bindenden Integrine können jedoch auch LAP erkennen, da sie sehr unterschiedliche Substrat-Spezifitäten aufweisen.
Zwei Subtypen, αvβ6- und αvβ8-Integrin, werden derzeit als wichtigste Proteine für die Aktivierung von TGFβ1 und TGFβ3 in Organismen angesehen. Neuere Publikationen deuten aber auch eine Bedeutung von αvβ1-Integrin an. Zumindest in Zellkultur haben außerdem auch αvβ3-, αvβ5- und α8β1-Integrine eine Bindung an LAP gezeigt. Strukturelle Erwägungen legen bisher aber nahe, dass zumindest αvβ3- und αvβ5-Integrin nicht ohne weiteres an RGD in LAP binden können und damit allenfalls in Ausnahmesituationen TGFβ1 aktivieren könnten.
Die grundlegende Bedeutung der RGD-Integrin-Bindung für die Aktivierung von TGFβ1 zeigt sich bei Knockin-Mäusen, bei denen die RGD-Sequenz in LAP durch RGE ersetzt wird. Diese Mutation entspricht einem Austausch von Aspartat gegen Glutamat entspricht und verlängert das eigentliche Bindemotiv der RDG-Tripeptid-Sequenz, welches sich vom Terminus der Seitenkette des Arginins (Guanidinyl) über das Glycin hin zum Terminus der Seitenkette des Aspartats (Carboxylat) erstreckt, um eine Methylengruppe. Die vergrößerte Kettenlänge reduziert die Integrin-Bindung oder verhindert sie komplett. Die RGE-Mäuse zeigten einen ähnlichen Phänotyp wie Mäuse, denen TGFβ1 komplett fehlt. Dies deutet darauf hin, dass eine fehlende Aktivierung von TGFβ1 durch ein Integrin gleichbedeutend ist mit der kompletten Abwesenheit von TGFβ1, mithin also die Aktivierung durch RGD-bindende Integrine – unabhängig von der Frage, welche der 8 möglichen Subtypen genau welche Rolle spielen – essentiell für die biologische Aktivität von TGFβ1 ist.
Während sowohl αvβ6- als auch αvβ8-Integrin an die RGD-Sequenz in LAP binden, welches in der latenten Form als Komplex mit TGFβ1 und TGFβ3 vorliegt, ist der jeweilige Aktivierungsmechanismus durch die beiden Integrine verschieden.

#### Aktivierung durch αvβ6-Integrin
Die Aktivierung von TGFβ durch αvβ6-Integrin beruht auf eine Änderung der Konformation von LAP durch mechanische Zugkräfte. Damit dies möglich ist, muss das LAP/TGFβ-Heterodimer an einem Ende stabil verankert sein, während am anderen Ende Zellen mittels αvβ6-Integrin an einem LAP-Protein ziehen müssen. Eine stabile Verankerung erfolgt durch eine Verknüpfung an extrazelluläre Matrix (EZM)-Proteine mittels LTBP oder an die Oberfläche einer benachbarten Zelle durch GARP. Die Zugkraft durch die Zelle ist erst infolge einer Bindung von αvβ6-Integrin an die RGD-Sequenz in LAP gegeben, da dieses Integrin mit seiner intrazellulären Komponente mittels fokaler Adhäsionen an kontraktile Aktinfilamente verknüpft ist. Molekulare Simulationen basierend auf einer αvβ6-LAP/TGFβ1-Struktur haben gezeigt, wie mechanische Zugkräfte zu konformationellen Änderungen von LAP führen, die schließlich TGFβ1 aus der LAP-Klammer befreien. Aktives TGFβ1 wird durch diesen Prozess von der Bindung an EZM-Proteine befreit und liegt löslich im interstitiellen Medium vor.
Andere Integrine, z. B. αvβ1, αvβ3, αvβ5 und α8β1, sind wie αvβ6 in der Lage, durch Aktinfilamente Zugkräfte in die EZM zu übertragen. Falls diese Integrine eine Rolle für die TGFβ-Aktivierung in Organismen spielen, ist daher anzunehmen, dass sie ebenfalls den hier beschriebenen Mechanismus zur TGFβ-Aktivierung benutzen.

#### Aktivierung durch αvβ8-Integrin
β8-Integrin hat eine cytoplasmatische Aminosäuresequenz, die sich stark von der aller anderen β-Integrine unterscheidet. Insbesondere fehlt β8-Integrin die intrazelluläre Domäne, um fokale Adhäsionen ausbilden und sich über Adapterproteine an kontraktile Aktinfilamente zu binden. Eine Aktivierung von TGFβ über Zugkraft kommt daher für αvβ8-Integrin sehr wahrscheinlich nicht in Frage. Es wurde bisher vermutet, dass die Bindung von TGFβ an αvβ8-Integrin eher die Rekrutierung von Proteasen ermöglicht, welche dann die LAP-Klammer öffnen, damit TGFβ freigesetzt werden und zu TGFβ-Rezeptoren diffundieren kann. Mittlerweile hat sich aber gezeigt, dass αvβ8-Integrin eine Aktivierung von TGFβ1 ermöglicht, bei der TGFβ1 nicht komplett freigesetzt wird, aber sein Rezeptor-Bindungsmotiv soweit exponiert wird, dass es auch im LAP-gebundenen Zustand in der Lage ist, an TGFβ-Rezeptoren zu binden.

### Integrinunabhängige Aktivierung
Verschiedene integrinunabhängige Aktivierungsmechanismen von TGFβ werden ebenfalls diskutiert:
- Plasmin
- Proteasen (u. a. MMP-9, MMP-13)
- Thrombospondin
- Scherkräfte
- Sauerstoffradikale (ROS, reactive oxygen species)
- pH-Wert

Im Vergleich zur Aktivierung durch Integrine sind die Belege für die TGFβ-Aktivierung durch die hier genannten Faktoren weniger konsistent. Dies wird auch durch  ein evolutionsbiologisches Argument unterstützt: Integrine waren bereits vorhanden, als TGFβ entstanden. Plasmin, die genannten Proteasen und Thrombospondin entstanden dagegen erst später. Dies bedeutet jedoch nicht, dass integrinunabhängige Aktivierungsmechanismen in bestimmten Situationen nicht über TGFβ-Aktivierung entscheiden könnten.

## Signalwege
Der TGFβ-Signalweg besteht aus der Bindung des Wachstumsfaktors an den Rezeptorkomplex an der Zelloberfläche. Dieser aktiviert intrazellulär Signalmoleküle der Smad-Familie, welche wiederum die Genregulation beeinflussen.

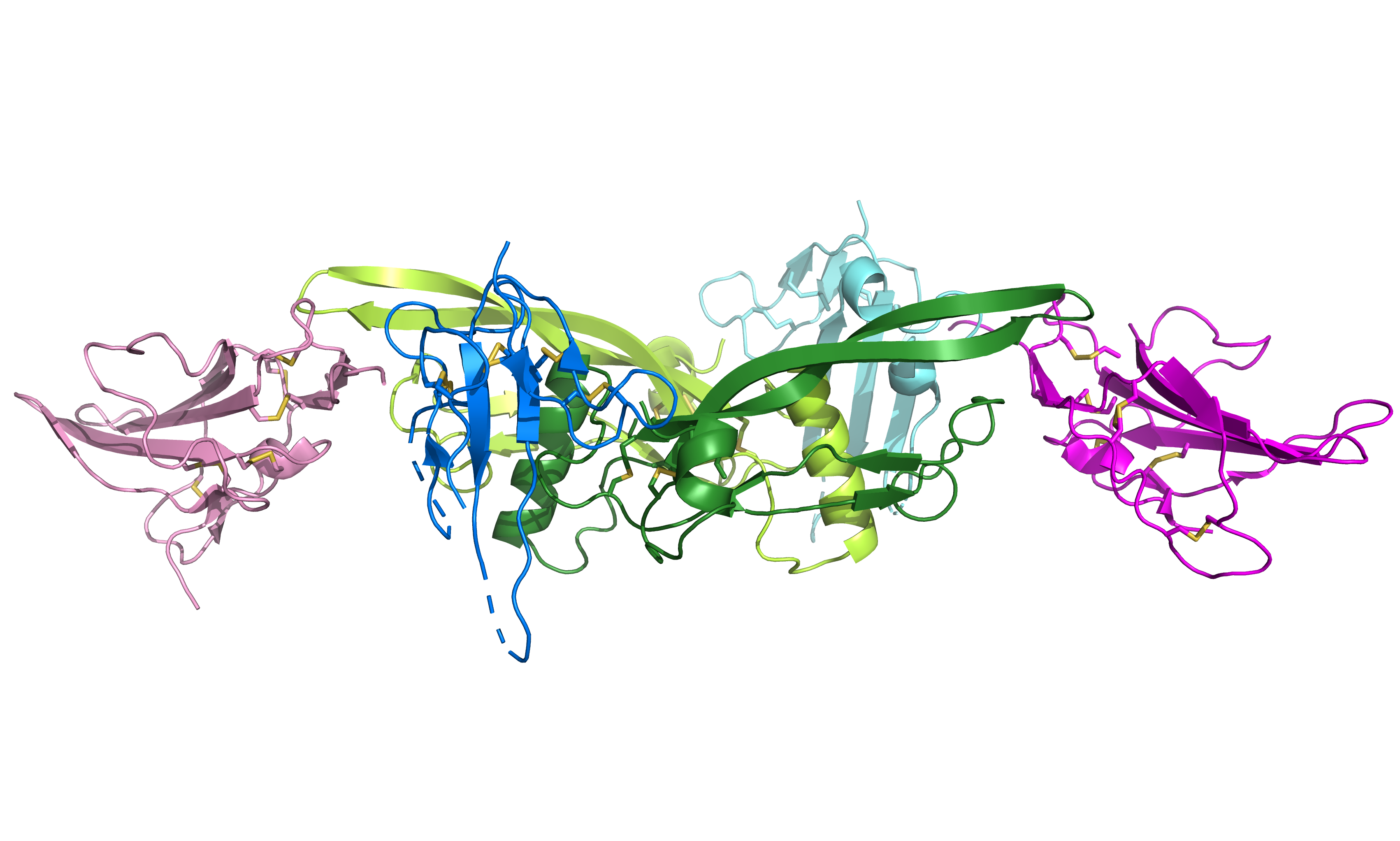
Seitenansicht eines TGFβ1-Homodimers (helles und dunkles grün) mit den extrazellulären Domänen von zwei TbR-I (helles und dunkles blau) und zwei TbR-II (helles und dunkles pink). Disulfidbrücken sind in gelb gezeigt. Basierend auf PDB ID 3KFD.

### Rezeptoren
Der kanonische TGFβ Signalweg erfolgt durch Aktivierung von TGFβ-Rezeptoren, die zu den Serin/Threonin-Kinasen zählen. Dafür bindet ein TGFβ-Homodimer an zwei TGFβ-Rezeptor Typ-II (TbR-II). Dieser Präkomplex rekrutiert dann wiederum zwei TGFβ-Rezeptor Typ-I (TbR-I). TGFβ1 und TGFβ3 haben eine höhere Affinität für TbR-II als für TbR-I, was die Abfolge der Bindung von TGFβ an die Rezeptor-Untereinheiten erklärt. Im Gegensatz dazu hat TGFβ2 etwa gleiche Affinitäten für TbR-I und TbR-II. Zusätzliche Korezeptoren (Betaglykan) können aber dafür sorgen, dass TGFβ2 in ähnlicher Abfolge erst TbR-II und dann TbR-I bindet.
Generell ist die Affinität zwischen TGFβ und dem TbR-I / TbR-II - Rezeptorkomplex höher als zwischen Rezeptor-Tyrosinkinasen und den daran bindenden Wachstumsfaktoren wie EGF. Gleichzeitig ist die Zahl von TbR-I und TbR-II an der Zelloberfläche mit 5 000 oder weniger sehr gering im Vergleich zu Rezeptor-Tyrosinkinasen. Dies ermöglicht es Zellen potenziell sehr dynamisch ihre TGFβ-Signalkapazitäten anzupassen, da Hinzufügen oder Entfernen von vergleichsweise wenigen Rezeptoren an der Zelloberfläche prozentual bereits einen großen Unterschied macht.

### Smad-regulierte Genexpression
Nach der Rekrutierung von TbR-I durch den TGFβ-TbR-II-Komplex wird TbR-I durch TbR-II phosphoryliert und damit aktiviert. In diesem Zustand ist TbR-I in der Lage Rezeptor-regulierte Smad Proteine (R-Smads: Smad2, 3, 5, 8) zu rekrutieren und zu aktivieren. Ein Komplex von zwei dieser Smads formt mit Smad4 einen Komplex, der im Zellkern an DNA bindet und mit anderen Transkriptionsfaktoren die Genexpression beeinflusst. Andere Signalwege können diesen Prozess auf mehreren Ebenen beeinflussen. Diese Regulation durch andere Signalwege, sowie die kontextabhängigen Kofaktoren der Genexpression, machen es schwierig die beeinflussten Gene des TGFβ-Smad-Signalwegs exakt vorherzusagen. Im Rahmen der oben beschriebenen Wirkung von TGFβ auf EMT und Wundheilung gehören aber Rekrutierung von Transkriptionsfaktoren wie Snail (regulieren EMT) und erhöhte Produktion und Sekretion mehrerer EZM-Proteine wie Kollagene zu den typischen Effekten des TGFβ-Smad-Signalwegs.

## Klinische Relevanz
Die Inhibierung des TGFβ-Signalwegs erfährt in den letzten Jahren ein vermehrtes klinisches Interesse. Dies liegt zum einen am immundämpfenden Effekt von TGFβ. Tumore können zu einer vermehrten Aktivierung von TGFβ führen und sich durch die Wirkung von TGFβ vor einer Attacke durch das Immunsystem schützen.
Zum anderen führt andauernde TGFβ-Aktivierung wie es bei Entzündungen oder Wunden erfolgt zu einer Fibrose, die bis zum Organversagen führen kann. Es wird geschätzt, dass in entwickelten Ländern mehr als 40 % aller Todesfälle mit einer fibrotischen Erkrankung in Verbindung stehen.
Das Engelmann-Syndrom wird durch eine Genmutation in Chromosom 19 Genlocus q13.1–13.3 verursacht. Betroffen ist die β1-Kette des Transforming growth factor (TGFβ1).
Es wird vermutet, dass TGFβ eine Schlüsselrolle bei der Pathogenese der strahlenbedingten Lungenfibrose einnimmt, eventuell lässt sich durch Antagonisierung von TGFβ eine solche Entzündung verhindern. In dieser Frage liegen aber bislang wenige bis keine Forschungsergebnisse vor.
TGFβ scheint auch bei der Entstehung der diabetischen Nierenschädigung beteiligt zu sein. Bei der diabetischen Nephropathie kommt es zu einer Zellvergrößerung (Hypertrophie) und zu einer vermehrten Bildung von Kollagen im Nierenkörperchen. Ein erhöhter Blutzucker stimuliert die Freisetzung von TGFβ. Wird TGFβ durch ACE-Hemmer, spezifische Antikörper oder Hepatocyte Growth Factor gehemmt, führt dies zu einer Besserung der diabetischen Nierenschädigung.
Bei Patienten mit vaskulärem Typ des Ehlers-Danlos-Syndroms und bei Patienten mit Loeys-Dietz-Syndrom wurden Mutationen in den Genen des Rezeptors für TGF-β (TGFBR1 und TGFBR2) nachgewiesen.
Das Marfan-Syndrom wird durch eine Mutation im Gen für Fibrillin hervorgerufen. Fibrillin ist ein Bestandteil der Mikrofibrillen des Bindegewebes. So führt die Mutation zu einer verminderten Festigkeit des Bindegewebes. Fibrillin ist aber auch homolog zur Familie der Latenten TGFβ bindenden Proteine (LTBP), die TGFβ in einen inaktiven Komplex binden. Die Mutation im Gen des Fibrillin führt zu einer verminderten Bindung von TGFβ. Der resultierende Überschuss von aktivem TGFβ im Bindegewebe wird für einige Komplikationen des Marfan-Syndroms verantwortlich gemacht, wie Lungenemphysem, Mitralklappenprolaps und Aneurysmen der Aortenwurzel.
Ciclosporin ist ein wichtiges Medikament in der Transplantationsmedizin. Gravierende Nebenwirkungen sind Bluthochdruck und Nierenschäden. Eine mögliche Ursache dieser Komplikationen ist, dass die Transkription von TGFβ durch Ciclosporin stimuliert wird.